# Xanthomelina
Xanthomelina is een geslacht van kevers uit de familie van de loopkevers (Carabidae). De wetenschappelijke naam van het geslacht is voor het eerst geldig gepubliceerd in 1964 door Iablokoff-Khnzorian.

## Soorten
Het geslacht Xanthomelina is monotypisch en omvat slechts de volgende soort:
- Xanthomelina zajtzewi (Eichler, 1924)